# Condado de Wilson (Texas)
O Condado de Wilson é um dos 254 condados do Estado americano do Texas. A sede do condado é Floresville, e sua maior cidade é Floresville.
O condado possui uma área de 2 094 km² (dos quais 4 km² estão cobertos por água), uma população de 32 408 habitantes, e uma densidade populacional de 16 hab/km² (segundo o censo nacional de 2000).
O condado foi criado em 1874.